# Libáň
Libáň (in tedesco Liban) è una città della Repubblica Ceca facente parte del distretto di Jičín, nella regione di Hradec Králové.